# Станкович, Александар (футболист)
Алекса́ндар Ста́нкович (серб. Александар Станковић; родился 3 августа 2005, Милан, Италия) — сербский футболист, опорный полузащитник бельгийского клуба «Брюгге». Младший сын футболиста и тренера Деяна Станковича.

## Клубная карьера
Воспитанник итальянского клуба «Интернационале». 1 октября 2022 года впервые попал в заявку основной команды на матч Серии A против «Ромы», однако на поле не появился.
3 июля 2024 года швейцарский клуб «Люцерн» объявил об аренде с опцией выкупа Станковича до конца сезона 2024/25.

## Карьера в сборной
Выступал за сборные Сербии до 16, до 17, до 18 и до 19 лет.

## Достижения
«Интернационале»
- Обладатель Кубка Италии: 2022/23
- Обладатель Суперкубка Италии: 2023